# Saint-Jean-de-la-Léqueraye
Pour les articles homonymes, voir Saint-Jean.
Saint-Jean-de-la-Léqueraye (ou Lecqueraye) est une ancienne commune française située dans le département de l'Eure, en région Normandie. Depuis le 1er janvier 2019, elle est une commune déléguée du Mesnil-Saint-Jean.

## Géographie

### Localisation
Saint-Jean-de-la-Léqueraye est une ancienne commune du Nord-Ouest du département de l'Eure. Elle se situe dans la région du Vièvre, à l'écart de la route reliant Saint-Georges-du-Vièvre à Lieurey et au sud du Mont Roty, le plus haut sommet du Nord-Ouest du département (191 mètres). La commune se trouve au cœur de la région naturelle du Lieuvin, sur la ligne de crête entre Saint-Georges-du-Vièvre et Lieurey qui sépare les régions semi-bocagères du sud et les régions bocagères du nord. À vol d'oiseau, le bourg est à 15 km au nord de Bernay, à 15 km au sud de Pont-Audemer, à 45 km au sud-ouest de Rouen et à 48,5 km au nord-ouest d'Évreux.
| Saint-Georges-du-Vièvre, Lieurey | Saint-Georges-du-Vièvre                       | Saint-Georges-du-Vièvre |
| Lieurey                          | Saint-Jean-de-la-Léqueraye                    | Saint-Victor-d'Épine    |
| Épreville-en-Lieuvin             | Épreville-en-Lieuvin, Saint-Georges-du-Mesnil | Saint-Georges-du-Mesnil |

## Toponymie
Le nom de la localité est attesté sous les formes Lascheria et Laschereia au XIIIe siècle (cartulaire de Préaux) ; Lescheria, Lalescreia, Eslescreia et Lesquereia en 1222 (cartulaire de Beaumont) ; Lecteria, S. Joannes de Leschereia, Lesquereya  (cartulaire de Lisieux) et Saint Jean de la Lesqueraie vers 1376 (terrier de la Poterie-Mathieu).
L'hagiotoponyme Saint-Jean fait allusion à l'église paroissiale de Saint-Jean-de-la-Léqueraye détruite .
Ces formes sont probablement à rapprocher de leschère, en langue d'oïl prairie marécageuse. Sans doute un lieu de défrichement de la forêt du Vièvre, divisé en parcelles.

## Histoire
Sa paroisse dépendait des chanoines de Lisieux. Des titres brûlés lors de la Révolution constataient qu’elle existait déjà en 1001. A la fin de l'ancien régime, elle rapportait la somme annuelle de 4000 livres (pouillé de Lisieux, 1766). L'église a disparu dans un incendie ; dès le XIXe siècle, l'activité paroissiale s'est transférée au clocher voisin de Saint-Georges-du-Mesnil avant d'intégrer, à une date récente, le groupement paroissial Montgeoly (Montfort, Saint-Georges-du-Vièvre, Lieurey).
L'activité traditionnelle a été pendant des siècles concentrée autour d'unités artisanales et domestiques de tissage, de lin notamment, pour les besoins d'habillement et de fournitures maritimes (voiles).
L'exploitation de marnières, nombreuses sur le territoire de la commune, a été une source de revenus complémentaires soumis en principe à l'obligation de déclaration au XIXe siècle.
L'émigration vers les centres urbains au XXe siècle a fait très fortement diminuer la population de résidents permanents.
De grandes unités d'exploitation agricole et d'élevage sont désormais en place tandis qu'une part significative de l'habitat est représentée par des résidences secondaires.
Le 1er janvier 2019, elle fusionne avec Saint-Georges-du-Mesnil pour constituer la commune nouvelle du Mesnil-Saint-Jean dont la création est actée par un arrêté préfectoral du 25 septembre 2018.

## Politique et administration

### Liste des maires
| Période                                  | Période    | Identité         | Étiquette | Qualité                    |
| ---------------------------------------- | ---------- | ---------------- | --------- | -------------------------- |
| Les données manquantes sont à compléter. |            |                  |           |                            |
| mars 2001                                | mars 2008  | Ferdinand Dupont | DVD       | doyen des maires de l'Eure |
| mars 2008                                | 31/12/2018 | Jean Cocagne     | SE        | agriculteur retraité       |

### Jumelage
Les quatorze communes de l’ancien canton de Saint-Georges-du-Vièvre sont jumelées avec :
- Slimbridge (Royaume-Uni)

## Démographie
L'évolution du nombre d'habitants est connue à travers les recensements de la population effectués dans la commune depuis 1793. Pour les communes de moins de 10 000 habitants, une enquête de recensement portant sur toute la population est réalisée tous les cinq ans, les populations de référence des années intermédiaires étant quant à elles estimées par interpolation ou extrapolation. Pour la commune, le premier recensement exhaustif entrant dans le cadre du nouveau dispositif a été réalisé en 2007.

En 2016, la commune comptait 63 habitants, en évolution de +21,15 % par rapport à 2010 (Eure : −0,25 %, France hors Mayotte : +2,11 %).
| 1793 | 1800 | 1806 | 1821 | 1831 | 1836 | 1841 | 1846 | 1851 |
| ---- | ---- | ---- | ---- | ---- | ---- | ---- | ---- | ---- |
| 400  | 475  | 349  | 399  | 421  | 399  | 381  | 366  | 353  |

| 1856 | 1861 | 1866 | 1872 | 1876 | 1881 | 1886 | 1891 | 1896 |
| ---- | ---- | ---- | ---- | ---- | ---- | ---- | ---- | ---- |
| 329  | 321  | 330  | 299  | 250  | 253  | 232  | 185  | 156  |

| 1901 | 1906 | 1911 | 1921 | 1926 | 1931 | 1936 | 1946 | 1954 |
| ---- | ---- | ---- | ---- | ---- | ---- | ---- | ---- | ---- |
| 143  | 130  | 114  | 104  | 105  | 95   | 97   | 109  | 114  |

| 1962 | 1968 | 1975 | 1982 | 1990 | 1999 | 2006 | 2007 | 2012 |
| ---- | ---- | ---- | ---- | ---- | ---- | ---- | ---- | ---- |
| 95   | 71   | 57   | 51   | 37   | 46   | 48   | 48   | 59   |

| 2016 | - | - | - | - | - | - | - | - |
| ---- | - | - | - | - | - | - | - | - |
| 63   | - | - | - | - | - | - | - | - |

## Culture locale et patrimoine

### Lieux et monuments

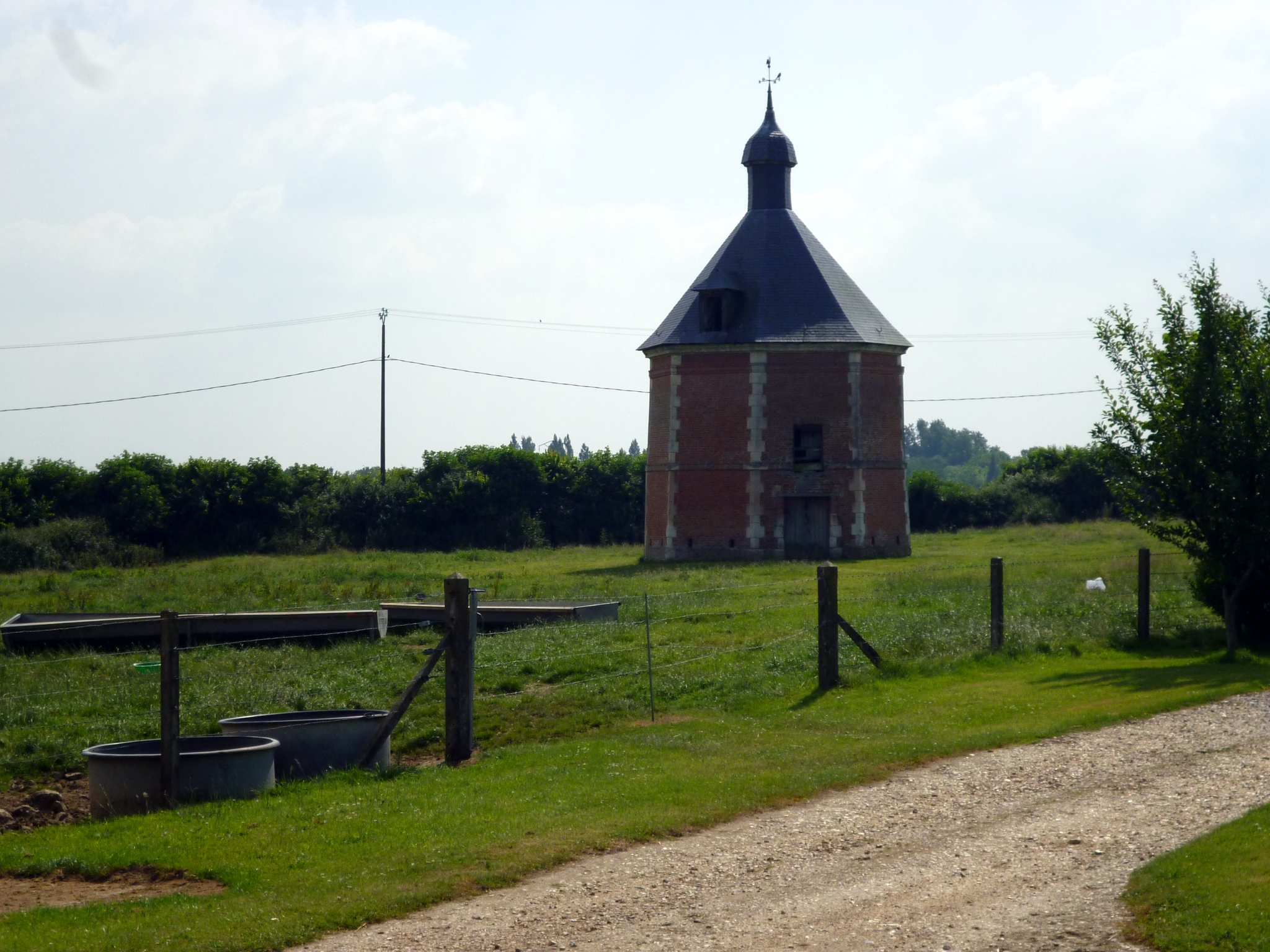
Colombier du Bois Louvet.

Plusieurs monuments sont inscrits à l'inventaire général du patrimoine culturel :
- l'église paroissiale Saint-Jean, détruite[10] ;
- un manoir du XVIIe siècle au lieu-dit l'Audière[17] ;
- un manoir des XVIIe et XVIIIe siècles au lieu-dit le Bois Louvet[18], où subsiste, notamment, un colombier de fief de haubert construit au XVIIe siècle ;
- deux fermes : l'une du XIXe siècle au lieu-dit le Buet[19], l'autre du XVIIe siècle au lieu-dit l'Audière[20].

### Patrimoine naturel

#### ZNIEFF de type 2
- La vallée de la Risle de Brionne à Pont-Audemer, la forêt de Montfort[21].

## Activités
- Le GAEC de la Ferme du Bois-Louvet, fabricant de glaces au lait de ferme, se trouve dans la commune. Des visites sont organisées.
- L'association Elisâne a lancé « A pieds d'ânes », activité proposant des visites nature et découverte, pédestres pour les adultes, accompagnant les enfants à dos d'âne. Des visites des petits sentiers, forêts, sous-bois faisaient découvrir un patrimoine unique aux visiteurs. Cette activité est actuellement suspendue.

## Personnalités liées à la commune
- Henri, fils de Robert de Neubourg donne en 1190 à l'abbaye du Bec le droit de moute à Beaufou, huitième de fief à Saint-Jean-de-la-Lecqueraye.
- Richard de la Lecqueraye, prêtre, paye en 1193 au trésor royal une participation pour la rançon de Richard Cœur de Lion.
- Guérin de Glapion, sénéchal de Normandie, ayant pris parti pour Philippe-Auguste contre Jean Sans Terre, roi d’Angleterre, celui-ci confisque en 1203 ses fiefs de Courtonne et de la Lecqueraye  pour les donner à l’évêque de Lisieux.
- Jean Le Mercier, âgé de 27 ans, serrurier, demeurant à Saint-Jean-de-la-Léqueraye, près de Pont-Audemer, condamné pour avoir occis dans un cabaret à Saint-Martin-Saint-Firmin du Vièvre le sieur Des Mouceaux dit La Coudraie, huissier, lors d'un combat avec des sergents à la suite d'une rixe sur le chemin revenant de la Couture, lève la fierte (châsse de Saint Romain) en 1671.